# ریوارونه
ریوارونه (به ایتالیایی: Rivarone) یک کومونه در ایتالیا است که در استان آلساندریا واقع شده‌است. ریوارونه ۶٫۱ کیلومتر مربع مساحت و ۳۸۳ نفر جمعیت دارد.